# Трунёв, Николай Николаевич
Никола́й Никола́евич Тру́нёв (род. 1 сентября 1975, Петрозаводск, СССР) — российский футболист, полузащитник.

## Биография
Воспитанник вышневолоцкого футбола. Рекордсмен своего родного клуба по количеству проведённых матчей в первенствах России — 412 игр. За «Волочанин-Ратмир» в общей сложности провёл 16 сезонов. Помимо него Трунёв выступал за липецкий «Металлург», сыграл 25 матчей.